# Dresde vue de la rive droite de l'Elbe en dessous du pont Auguste
Dresde vue de la rive droite de l'Elbe, en dessous du pont Auguste est une peinture à l'huile sur toile du peintre italien de paysages urbains Bernardo Bellotto. Peint en 1748, le tableau  représente le point de vue de Dresde à partir de la rive droite de l'Elbe, avec l'église Notre-Dame de Dresde, la cathédrale de la Sainte-Trinité de Dresde, et le pont Auguste. Un an plus tôt, l'artiste avait peint une autre toile intitulée Dresde vue de la rive droite de l'Elbe au-dessus du pont Auguste, regardant toujours vers le Pont Auguste mais dans l'autre sens. Les deux peintures se trouvent dans la collection permanente de la Gemäldegalerie Alte Meister,. Les peintures ont été d'une aide inestimable dans la reconstruction de parties de la ville détruites pendant la Seconde Guerre mondiale.

## Listes de répliques
Entre 1751 et 1753, Bellotto a également exécuté les petites répliques de ces deux tableaux. 
- Dresde à partir de la rive droite de l'Elbe, au-dessous du pont Auguste, vers 1750, National Gallery of Ireland[4].
- Dresde à partir de la rive droite de l'Elbe, au-dessous du pont Auguste, Collection Privée (Madrid)[5].
- Dresde à partir de la rive droite de l'Elbe, au-dessous du pont Auguste, 1751-53, Gemäldegalerie Alte Meister[6].

Outre celles-ci, il en existe d'autres de sa propre main :

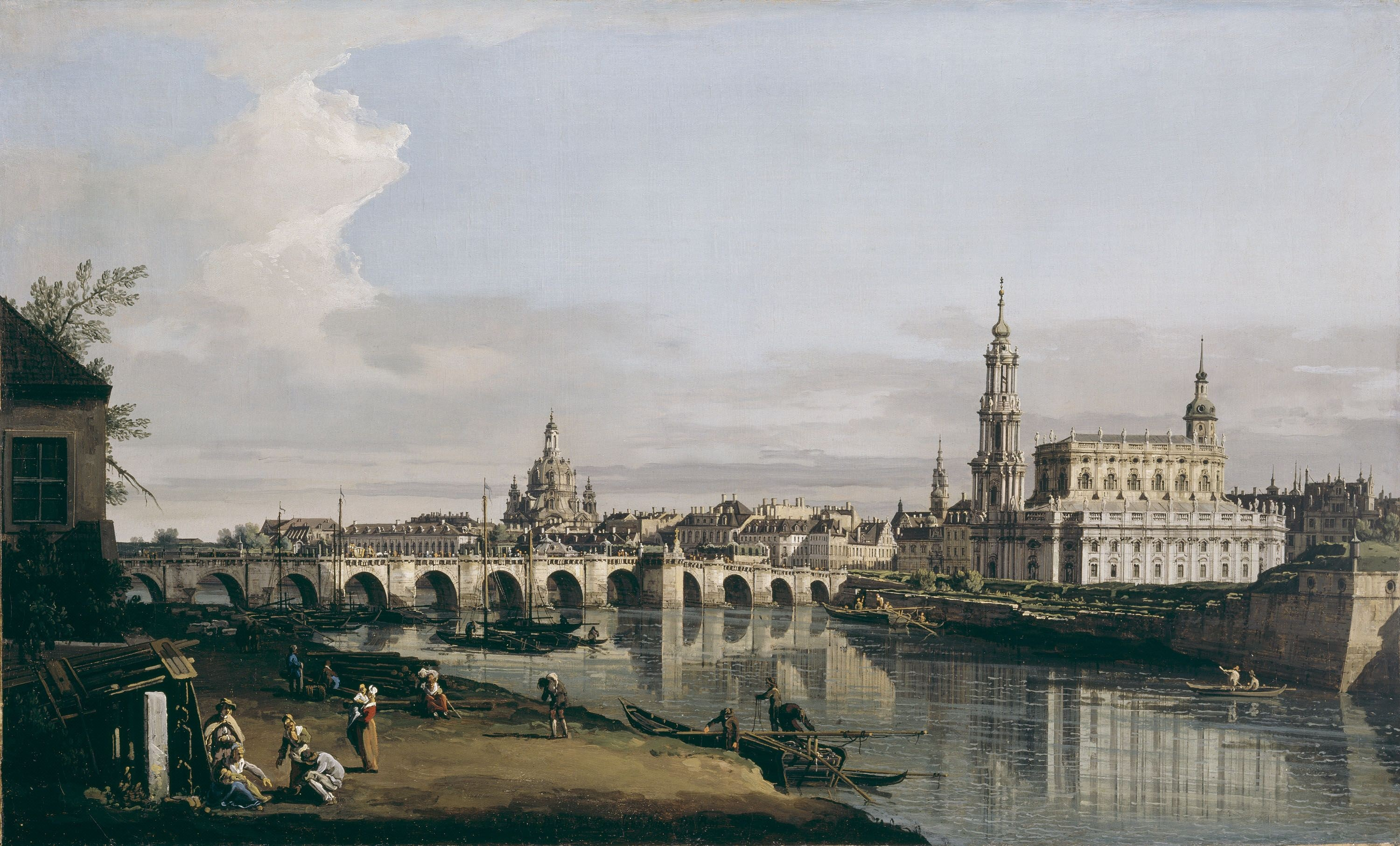
Une réplique de la National Gallery of Ireland